# 치티
치티(이탈리아어: ziti, 단수: zito 치토[*])는 이탈리아의 파스타이다. 펜네보다 길고 속이 비어 있으며 가장자리가 직각으로 잘려 있는 치티 라는 종류도 있어 좀 더 짧게 잘라 제조하기도 한다. 치토니(zitoni)라고 하여 치티보다 좀 더 굵고 넓은 형태인 것도 있다. 미국에서도 비슷한 형태가 많이 존재하며 다만 지역마다 생산 방식이 차이가 있고 부드러운 종과 울퉁불퉁한 종으로 나뉘는 특징도 있어 확실히 구분하기는 어려운 점이 있다.
구운 지티는 이탈리아식 미국 요리에서 많이 나타나는 요리로서 지티에 소스를 버무려 먹는다. 대부분의 경우 따로 조리한 다음에 토마토 소스와 치즈를 같이 곁들이며 육류나 소시지, 버섯, 고추, 양파 등을 곁들인다. 그 다음에는 따로 조리한 소스를 뿌려 먹으며 치즈를 위에 많이 얹은 뒤 오븐에 구워 따뜻하게 먹는다.

## 같이 보기
- 부카티니
- 리가토니
- 펜네